# Hertha Berliner Sport-Club 1999-2000
Questa voce raccoglie le informazioni riguardanti il Hertha Berliner Sport-Club nelle competizioni ufficiali della stagione 1999-2000.

## Stagione
Nella stagione 1999-2000 l'Hertha Berlino, allenato da Jürgen Röber, concluse il campionato di Bundesliga al 6º posto. In Coppa di Germania l'Hertha Berlino fu eliminato ai Ottavi di finale dallo Magonza. In Coppa di Lega l'Hertha Berlino fu eliminato al turno preliminare dallo Borussia Dortmund. In Champions League l'Hertha Berlino fu eliminato ai Zwischenrunde Gr. A dallo Porto.

## Rosa
| N. |                        | Ruolo | Calciatore                  |
| -- | ---------------------- | ----- | --------------------------- |
| 1  | Ungheria (bandiera)    | P     | Gábor Király                |
| 2  | Germania (bandiera)    | D     | Hendrik Herzog              |
| 3  | Paesi Bassi (bandiera) | C     | Rob Maas                    |
| 4  | Paesi Bassi (bandiera) | D     | Dick van Burik              |
| 5  | Grecia (bandiera)      | D     | Kōnstantinos Kōnstantinidīs |
| 6  | Islanda (bandiera)     | D     | Eyjólfur Sverrisson         |
| 7  | Russia (bandiera)      | C     | Sergey Mandreko             |
| 8  | Germania (bandiera)    | C     | Dariusz Wosz                |
| 9  | Iran (bandiera)        | A     | Ali Daei                    |
| 11 | Germania (bandiera)    | A     | Michael Preetz              |
| 12 | Germania (bandiera)    | P     | Christian Fiedler           |
| 14 | Croazia (bandiera)     | C     | Ante Čović                  |
| 15 | Paesi Bassi (bandiera) | A     | Bryan Roy                   |
| 16 | Germania (bandiera)    | C     | Sixten Veit                 |
| 17 | Stati Uniti (bandiera) | D     | Tony Sanneh                 |

| N. |                      | Ruolo | Calciatore        |
| -- | -------------------- | ----- | ----------------- |
| 18 | Ungheria (bandiera)  | C     | Pál Dárdai        |
| 19 | Germania (bandiera)  | C     | Andreas Schmidt   |
| 20 | Germania (bandiera)  | C     | Andreas Neuendorf |
| 21 | Germania (bandiera)  | C     | Michael Hartmann  |
| 22 | Brasile (bandiera)   | A     | Alex Alves        |
| 23 | Germania (bandiera)  | C     | René Tretschok    |
| 24 | Germania (bandiera)  | C     | Kai Michalke      |
| 25 | Croazia (bandiera)   | A     | Ilija Aračić      |
| 26 | Germania (bandiera)  | C     | Sebastian Deisler |
| 27 | Germania (bandiera)  | A     | Andreas Thom      |
| 29 | Germania (bandiera)  | P     | Rene Renno        |
| 33 | Germania (bandiera)  | D     | Marko Rehmer      |
| 34 | Croazia (bandiera)   | D     | Josip Šimunić     |
| 36 | Australia (bandiera) | C     | Joe Bacak         |

## Organigramma societario
Area tecnica
- Allenatore: Jürgen Röber
- Allenatore in seconda: Bernd Storck
- Preparatore dei portieri: Enver Marić
- Preparatori atletici:

## Calciomercato

### Sessione estiva
| Acquisti | Acquisti                    | Acquisti            | Acquisti |
| R.       | Nome                        | da                  | Modalità |
| -------- | --------------------------- | ------------------- | -------- |
| D        | Thomas Helmer               | Sunderland          |          |
| A        | Alex Alves                  | Cruzeiro            |          |
| A        | Ali Daei                    | Bayern Monaco       |          |
| C        | Sebastian Deisler           | Borussia M'gladbach |          |
| D        | Kōnstantinos Kōnstantinidīs | Panathīnaïkos       |          |
| C        | Kai Michalke                | Bochum              |          |
| D        | Marko Rehmer                | Hansa Rostock       |          |

| Cessioni | Cessioni       | Cessioni          | Cessioni |
| R.       | Nome           | a                 | Modalità |
| -------- | -------------- | ----------------- | -------- |
| A        | Piotr Reiss    | Duisburg          |          |
| P        | Rene Renno     | Hertha Berlino II |          |
| D        | Christian Saba | Arminia Bielefeld |          |

### Sessione invernale
| Acquisti | Acquisti      | Acquisti | Acquisti |
| R.       | Nome          | da       | Modalità |
| -------- | ------------- | -------- | -------- |
| D        | Josip Šimunić | Amburgo  |          |

| Cessioni | Cessioni        | Cessioni   | Cessioni |
| R.       | Nome            | a          | Modalità |
| -------- | --------------- | ---------- | -------- |
| C        | Kjetil Rekdal   | Vålerenga  |          |
| D        | Thomas Helmer   | Sunderland |          |
| A        | Ivica Olić      | Marsonia   |          |
| A        | Alphonse Tchami | Al-Wasl    |          |

## Risultati

### Bundesliga

#### Girone di andata
| Arbitro: | Krug |

|                                                               |           |                            |
| Ehlers 14’ (aut.) Daei 33’ Wosz 51’ Tretschok 61’ Deisler 76’ | Marcatori | 7’ Schneider 68’ Arvidsson |

| Arbitro: | Fleischer |

|             |           |             |
| Meißner 51’ | Marcatori | 82’ Deisler |

| Arbitro: | Merk |

|            |           |                |
| Aračić 10’ | Marcatori | 75’ Bogdanović |

| Arbitro: | Dardenne |

|                                              |           |            |
| Hollerbach 2’ Präger 24’, 41’, 67’ Kovač 90’ | Marcatori | 84’ Dárdai |

| Berlino 18 settembre 1999, ore 15:30 CEST 5ª giornata | Hertha Berlino | 0 – 0 referto | Bayer Leverkusen | Stadio Olimpico (40 000 spett.)\| Arbitro: \| Stark \| |
| Arbitro:                                              | Stark          |               |                  |                                                        |

| Arbitro: | Jansen |

|            |           |            |
| García 46’ | Marcatori | 24’ Helmer |

| Arbitro: | Buchhart |

|                 |           |           |
| Preetz 66’, 69’ | Marcatori | 51’ Spies |

| Arbitro: | Kemmling |

|                          |           |          |
| Élber 4’ Sérgio 17’, 61’ | Marcatori | 82’ Wosz |

| Arbitro: | Wack |

|          |           |             |
| Wosz 29’ | Marcatori | 81’ Carnell |

| Arbitro: | Berg |

|                |           |           |
| Eigenrauch 42’ | Marcatori | 3’ Sanneh |

| Arbitro: | Meyer |

|                                                       |           |  |
| Guié-Mien 17’ Weber 23’ Fjørtoft 28’ Heldt 89’ (rig.) | Marcatori |  |

| Arbitro: | Wagner |

|  |           |              |
|  | Marcatori | 38’ Strasser |

| Arbitro: | Aust |

|                         |           |                                  |
| Feldhoff 12’ O'Neil 22’ | Marcatori | 45’ Preetz 51’ Wosz 52’ Michalke |

| Arbitro: | Buchhart |

|                                   |           |  |
| Wosz 2’ Sverrisson 66’ Preetz 73’ | Marcatori |  |

| Arbitro: | Krug |

|  |           |          |
|  | Marcatori | 77’ Daei |

| Arbitro: | Fandel |

|                    |           |         |
| Kōnstantinidīs 71’ | Marcatori | 52’ Max |

| Arbitro: | Zerr |

|                                                     |           |  |
| Nijhuis 16’ Michalke 21’ (aut.) Bobic 33’ Wörns 69’ | Marcatori |  |

#### Girone di ritorno
| Arbitro: | Strampe |

|  |           |            |
|  | Marcatori | 61’ Preetz |

| Arbitro: | Albrecht |

|                 |           |  |
| Preetz 51’, 75’ | Marcatori |  |

| Arbitro: | Stark |

|                                            |           |           |
| Trares 8’ Baumann 17’ Eilts 20’ Ailton 78’ | Marcatori | 50’ Alves |

| Arbitro: | Kemmling |

|                 |           |           |
| Preetz 64’, 82’ | Marcatori | 89’ Kovač |

| Arbitro: | Steinborn |

|                                  |           |           |
| Kirsten 13’ Roberto 24’ Rink 28’ | Marcatori | 9’ Rehmer |

| Arbitro: | Koop |

|                  |           |           |
| Veit 79’ Roy 80’ | Marcatori | 15’ Haber |

| Duisburg 11 marzo 2000, ore 15:30 CET 24ª giornata | Duisburg | 0 – 0 referto | Hertha Berlino | Wedaustadion (10 362 spett.)\| Arbitro: \| Keßler \| |
| Arbitro:                                           | Keßler   |               |                |                                                      |

| Arbitro: | Fandel |

|           |           |              |
| Alves 76’ | Marcatori | 32’ Jeremies |

| Arbitro: | Fleischer |

|            |           |  |
| Dundee 61’ | Marcatori |  |

| Arbitro: | Wack |

|                      |           |          |
| Alves 16’ Preetz 52’ | Marcatori | 45’ Sand |

| Arbitro: | Jansen |

|            |           |  |
| Preetz 37’ | Marcatori |  |

| Arbitro: | Stark |

|                |           |                     |
| Pettersson 11’ | Marcatori | 8’ Alves 84’ Preetz |

| Berlino 14 aprile 2000, ore 20:00 CEST 30ª giornata | Hertha Berlino | 0 – 0 referto | Wolfsburg | Stadio Olimpico (38 202 spett.)\| Arbitro: \| Berg \| |
| Arbitro:                                            | Berg           |               |           |                                                       |

| Arbitro: | Meyer |

|  |           |            |
|  | Marcatori | 51’ Rehmer |

| Berlino 28 aprile 2000, ore 20:00 CEST 32ª giornata | Hertha Berlino | 0 – 0 referto | Friburgo | Stadio Olimpico (45 128 spett.)\| Arbitro: \| Fandel \| |
| Arbitro:                                            | Fandel         |               |          |                                                         |

| Arbitro: | Krug |

|                            |           |          |
| Schmidt 22’ (aut.) Max 58’ | Marcatori | 77’ Daei |

| Arbitro: | Fleischer |

|  |           |                            |
|  | Marcatori | 58’, 88’ Barbarez 90’ Dedê |

### Coppa di Germania
| Arbitro: | Strampe |

|                      |           |                                  |
| Rösler 4’ Walker 68’ | Marcatori | 35’ Sanneh 56’ Dárdai 94’ Aračić |

| Arbitro: | Fleischer |

|                       |           |            |
| Thurk 82’ Machado 98’ | Marcatori | 67’ Preetz |

### Coppa di Lega
| Arbitro: | Kemmling |

|                |           |                             |
| Sverrisson 62’ | Marcatori | 53’ Bobic 90’ (aut.) Herzog |

### Champions League

#### Fase di qualificazione
| Arbitro: | Dallas |

|                    |           |  |
| Daei 2’ Preetz 58’ | Marcatori |  |

| Larnaca 25 agosto 1999, ore 18:00 CEST Terzo turno | Anorthōsis | 0 – 0 referto | Hertha Berlino | Stadio Antōnīs Papadopoulos (8 000 spett.)\| Arbitro: \| Romain \| |
| Arbitro:                                           | Romain     |               |                |                                                                    |

#### Prima fase a gironi
| Arbitro: | Meier |

|                           |           |                     |
| Şükür 23’ Hagi 86’ (rig.) | Marcatori | 12’ Preetz 13’ Wosz |

| Arbitro: | Piraux |

|              |           |                   |
| Daei 3’, 70’ | Marcatori | 86’ (rig.) Lebœuf |

| Arbitro: | Veissière |

|              |           |          |
| Bierhoff 74’ | Marcatori | 69’ Daei |

| Arbitro: | Aranda |

|          |           |  |
| Wosz 41’ | Marcatori |  |

| Arbitro: | Nielsen |

|                   |           |                                        |
| Rekdal 36’ (rig.) | Marcatori | 48’, 66’ Şükür 81’ Kerimoğlu 90’ Buruk |

| Arbitro: | Nilsson |

|                          |           |  |
| Deschamps 11’ Ferrer 44’ | Marcatori |  |

#### Seconda fase a gironi
| Arbitro: | Levnikov |

|              |           |             |
| Michalke 33’ | Marcatori | 13’ Enrique |

| Arbitro: | Wójcik |

|              |           |  |
| Drulović 79’ | Marcatori |  |

| Arbitro: | Colombo |

|          |           |           |
| Veit 45’ | Marcatori | 84’ Siegl |

| Arbitro: | Frisk |

|           |           |  |
| Fukal 90’ | Marcatori |  |

| Arbitro: | Piraux |

|                                 |           |          |
| Xavi 11’ Gabri 48’ Kluivert 83’ | Marcatori | 7’ Alves |

| Arbitro: | Collina |

|  |           |             |
|  | Marcatori | 69’ Clayton |

## Statistiche

### Statistiche di squadra
| Competizione      | Punti | In casa | In casa | In casa | In casa | In casa | In casa | In trasferta | In trasferta | In trasferta | In trasferta | In trasferta | In trasferta | Totale | Totale | Totale | Totale | Totale | Totale | DR  |
| Competizione      | Punti | G       | V       | N       | P       | Gf      | Gs      | G            | V            | N            | P            | Gf           | Gs           | G      | V      | N      | P      | Gf     | Gs     | DR  |
| ----------------- | ----- | ------- | ------- | ------- | ------- | ------- | ------- | ------------ | ------------ | ------------ | ------------ | ------------ | ------------ | ------ | ------ | ------ | ------ | ------ | ------ | --- |
| Bundesliga        | 50    | 17      | 8       | 7       | 2       | 23      | 14      | 17           | 5            | 4            | 8            | 16           | 32           | 34     | 13     | 11     | 10     | 39     | 46     | -7  |
| Coppa di Germania | -     | 0       | 0       | 0       | 0       | 0       | 0       | 2            | 1            | 0            | 1            | 4            | 4            | 2      | 1      | 0      | 1      | 4      | 4      | 0   |
| Coppa di Lega     | -     | 1       | 0       | 0       | 1       | 1       | 2       | 0            | 0            | 0            | 0            | 0            | 0            | 1      | 0      | 0      | 1      | 1      | 2      | -1  |
| Champions League  | -     | 7       | 3       | 2       | 2       | 8       | 8       | 7            | 0            | 3            | 4            | 4            | 10           | 14     | 3      | 5      | 6      | 12     | 18     | -6  |
| Totale            | 50    | 25      | 11      | 9       | 5       | 32      | 24      | 26           | 6            | 7            | 13           | 24           | 46           | 51     | 17     | 16     | 18     | 56     | 70     | -14 |

### Andamento in campionato
| Giornata  | 1 | 2 | 3 | 4  | 5  | 6  | 7 | 8 | 9  | 10 | 11 | 12 | 13 | 14 | 15 | 16 | 17 | 18 | 19 | 20 | 21 | 22 | 23 | 24 | 25 | 26 | 27 | 28 | 29 | 30 | 31 | 32 | 33 | 34 |
| --------- | - | - | - | -- | -- | -- | - | - | -- | -- | -- | -- | -- | -- | -- | -- | -- | -- | -- | -- | -- | -- | -- | -- | -- | -- | -- | -- | -- | -- | -- | -- | -- | -- |
| Luogo     | C | T | C | T  | C  | T  | C | T | C  | T  | T  | C  | T  | C  | T  | C  | T  | T  | C  | T  | C  | T  | C  | T  | C  | T  | C  | C  | T  | C  | T  | C  | T  | C  |
| Risultato | V | N | N | P  | N  | N  | V | P | N  | N  | P  | P  | V  | V  | V  | N  | P  | V  | V  | P  | V  | P  | V  | N  | N  | P  | V  | V  | V  | N  | V  | N  | P  | P  |
| Posizione | 1 | 1 | 5 | 12 | 10 | 10 | 8 | 9 | 11 | 12 | 13 | 14 | 14 | 11 | 9  | 9  | 9  | 9  | 7  | 8  | 8  | 9  | 5  | 7  | 7  | 9  | 8  | 6  | 4  | 5  | 4  | 4  | 5  | 6  |

Legenda:

Luogo: C = Casa; T = Trasferta. Risultato: V = Vittoria; N = Pareggio; P = Sconfitta.

### Statistiche dei giocatori
| Giocatore         | Bundesliga | Bundesliga | Bundesliga  | Bundesliga | Coppa di Germania | Coppa di Germania | Coppa di Germania | Coppa di Germania | Coppa di Lega | Coppa di Lega | Coppa di Lega | Coppa di Lega | Champions League | Champions League | Champions League | Champions League | Totale   | Totale | Totale      | Totale     |
| Giocatore         | Presenze   | Reti       | Ammonizioni | Espulsioni | Presenze          | Reti              | Ammonizioni       | Espulsioni        | Presenze      | Reti          | Ammonizioni   | Espulsioni    | Presenze         | Reti             | Ammonizioni      | Espulsioni       | Presenze | Reti   | Ammonizioni | Espulsioni |
| ----------------- | ---------- | ---------- | ----------- | ---------- | ----------------- | ----------------- | ----------------- | ----------------- | ------------- | ------------- | ------------- | ------------- | ---------------- | ---------------- | ---------------- | ---------------- | -------- | ------ | ----------- | ---------- |
| A. Alves          | 15         | 4          | 0           | 0          | 0                 | 0                 | 0                 | 0                 | 0             | 0             | 0             | 0             | 3                | 1                | 1                | 0                | 18       | 5      | 1           | 0          |
| I. Aračić         | 12         | 1          | 0           | 0          | 1                 | 1                 | 0                 | 0                 | 1             | 0             | 0             | 0             | 6                | 0                | 0                | 0                | 20       | 2      | 0           | 0          |
| J. Bacak          | 0          | 0          | 0           | 0          | 0                 | 0                 | 0                 | 0                 | 0             | 0             | 0             | 0             | 0                | 0                | 0                | 0                | 0        | 0      | 0           | 0          |
| A. Daei           | 28         | 3          | 3           | 0          | 2                 | 0                 | 0                 | 0                 | 1             | 0             | 0             | 0             | 13               | 4                | 1                | 0                | 44       | 7      | 4           | 0          |
| S. Deisler        | 20         | 2          | 2           | 0          | 1                 | 0                 | 0                 | 0                 | 1             | 0             | 0             | 0             | 9                | 0                | 3                | 0                | 31       | 2      | 5           | 0          |
| P. Dárdai         | 15         | 1          | 4           | 0          | 1                 | 1                 | 0                 | 0                 | 1             | 0             | 0             | 0             | 7                | 0                | 1                | 0                | 24       | 2      | 5           | 0          |
| C. Fiedler        | 7          | 0          | 0           | 0          | 0                 | 0                 | 0                 | 0                 | 1             | 0             | 0             | 0             | 2                | 0                | 0                | 0                | 10       | 0      | 0           | 0          |
| M. Hartmann       | 16         | 0          | 2           | 0          | 0                 | 0                 | 0                 | 0                 | 1             | 0             | 0             | 0             | 7                | 0                | 3                | 0                | 24       | 0      | 5           | 0          |
| T. Helmer         | 5          | 1          | 1           | 0          | 1                 | 0                 | 0                 | 0                 | 0             | 0             | 0             | 0             | 6                | 0                | 1                | 0                | 12       | 1      | 2           | 0          |
| H. Herzog         | 20         | 0          | 4           | 0          | 2                 | 0                 | 0                 | 0                 | 1             | 0             | 0             | 0             | 12               | 0                | 2                | 0                | 35       | 0      | 6           | 0          |
| G. Király         | 27         | 0          | 1           | 0          | 2                 | 0                 | 0                 | 0                 | 0             | 0             | 0             | 0             | 12               | 0                | 0                | 0                | 41       | 0      | 1           | 0          |
| K. Kōnstantinidīs | 20         | 1          | 5           | 1          | 1                 | 0                 | 1                 | 0                 | 0             | 0             | 0             | 0             | 8                | 0                | 4                | 1                | 29       | 1      | 10          | 2          |
| R. Maas           | 0          | 0          | 0           | 0          | 0                 | 0                 | 0                 | 0                 | 0             | 0             | 0             | 0             | 0                | 0                | 0                | 0                | 0        | 0      | 0           | 0          |
| S. Mandreko       | 4          | 0          | 1           | 0          | 0                 | 0                 | 0                 | 0                 | 0             | 0             | 0             | 0             | 0                | 0                | 0                | 0                | 4        | 0      | 1           | 0          |
| K. Michalke       | 18         | 1          | 1           | 0          | 2                 | 0                 | 1                 | 0                 | 0             | 0             | 0             | 0             | 10               | 1                | 2                | 0                | 30       | 2      | 4           | 0          |
| A. Neuendorf      | 15         | 0          | 5           | 0          | 1                 | 0                 | 0                 | 0                 | 0             | 0             | 0             | 0             | 5                | 0                | 3                | 0                | 21       | 0      | 8           | 0          |
| I. Olić           | 0          | 0          | 0           | 0          | 0                 | 0                 | 0                 | 0                 | 0             | 0             | 0             | 0             | 0                | 0                | 0                | 0                | 0        | 0      | 0           | 0          |
| M. Preetz         | 32         | 12         | 1           | 0          | 2                 | 1                 | 0                 | 0                 | 1             | 0             | 0             | 0             | 12               | 2                | 0                | 0                | 47       | 15     | 1           | 0          |
| M. Rehmer         | 19         | 2          | 3           | 0          | 1                 | 0                 | 0                 | 0                 | 0             | 0             | 0             | 0             | 4                | 0                | 1                | 0                | 24       | 2      | 4           | 0          |
| P. Reiss          | 0          | 0          | 0           | 0          | 0                 | 0                 | 0                 | 0                 | 0             | 0             | 0             | 0             | 0                | 0                | 0                | 0                | 0        | 0      | 0           | 0          |
| K. Rekdal         | 14         | 0          | 4           | 0          | 1                 | 0                 | 1                 | 0                 | 1             | 0             | 1             | 0             | 5                | 1                | 1                | 0                | 21       | 1      | 7           | 0          |
| R. Renno          | 0          | 0          | 0           | 0          | 0                 | 0                 | 0                 | 0                 | 0             | 0             | 0             | 0             | 0                | 0                | 0                | 0                | 0        | 0      | 0           | 0          |
| B. Roy            | 13         | 1          | 4           | 0          | 1                 | 0                 | 1                 | 0                 | 0             | 0             | 0             | 0             | 3                | 0                | 1                | 0                | 17       | 1      | 6           | 0          |
| T. Sanneh         | 15         | 1          | 1           | 0          | 1                 | 1                 | 0                 | 0                 | 1             | 0             | 0             | 0             | 7                | 0                | 0                | 0                | 24       | 2      | 1           | 0          |
| A. Schmidt        | 32         | 0          | 2           | 0          | 2                 | 0                 | 0                 | 0                 | 0             | 0             | 0             | 0             | 12               | 0                | 0                | 0                | 46       | 0      | 2           | 0          |
| E. Sverrisson     | 28         | 1          | 12          | 0          | 2                 | 0                 | 0                 | 0                 | 1             | 1             | 0             | 0             | 10               | 0                | 2                | 0                | 41       | 2      | 14          | 0          |
| A. Tchami         | 0          | 0          | 0           | 0          | 0                 | 0                 | 0                 | 0                 | 0             | 0             | 0             | 0             | 0                | 0                | 0                | 0                | 0        | 0      | 0           | 0          |
| A. Thom           | 10         | 0          | 2           | 0          | 1                 | 0                 | 0                 | 0                 | 1             | 0             | 0             | 0             | 4                | 0                | 0                | 0                | 16       | 0      | 2           | 0          |
| R. Tretschok      | 3          | 1          | 1           | 0          | 0                 | 0                 | 0                 | 0                 | 1             | 0             | 0             | 0             | 3                | 0                | 0                | 0                | 7        | 1      | 1           | 0          |
| S. Veit           | 16         | 1          | 2           | 0          | 2                 | 0                 | 0                 | 0                 | 0             | 0             | 0             | 0             | 6                | 1                | 1                | 0                | 24       | 2      | 3           | 0          |
| D. Wosz           | 32         | 5          | 6           | 0          | 1                 | 0                 | 1                 | 0                 | 1             | 0             | 0             | 0             | 12               | 2                | 2                | 0                | 46       | 7      | 9           | 0          |
| D. van Burik      | 25         | 0          | 6           | 0          | 0                 | 0                 | 0                 | 0                 | 0             | 0             | 0             | 0             | 10               | 0                | 1                | 0                | 35       | 0      | 7           | 0          |
| A. Čović          | 6          | 0          | 3           | 0          | 0                 | 0                 | 0                 | 0                 | 0             | 0             | 0             | 0             | 2                | 0                | 0                | 0                | 8        | 0      | 3           | 0          |
| J. Šimunić        | 0          | 0          | 0           | 0          | 0                 | 0                 | 0                 | 0                 | 0             | 0             | 0             | 0             | 0                | 0                | 0                | 0                | 0        | 0      | 0           | 0          |